# Lutka (przystanek kolejowy)
Lutka (ukr. Лютка, ros. Лютка) – przystanek kolejowy w pobliżu miejscowości Lutka, w rejonie kowelskim, w obwodzie wołyńskim, na Ukrainie. Leży na linii Kijów – Kowel – Brześć.